# Brycinus nurse
Brycinus nurse е вид лъчеперка от семейство Alestidae. Видът не е застрашен от изчезване.

## Разпространение
Разпространен е в Бенин, Буркина Фасо, Гамбия, Гана, Гвинея, Гвинея-Бисау, Египет, Етиопия, Камерун, Кения, Кот д'Ивоар, Либерия, Мавритания, Мали, Нигер, Нигерия, Сенегал, Сиера Леоне, Танзания, Того, Уганда, Централноафриканска република, Чад и Южен Судан.

## Описание
На дължина достигат до 25 cm, а теглото им е максимум 200 g.